# Pseudocarum eminii
Pseudocarum eminii är en flockblommig växtart som beskrevs av H.Wolff. Pseudocarum eminii ingår i släktet Pseudocarum och familjen flockblommiga växter. Inga underarter finns listade i Catalogue of Life.